# Megastylis latilabris
Megastylis latilabris är en orkidéart som först beskrevs av Rudolf Schlechter, och fick sitt nu gällande namn av Rudolf Schlechter. Megastylis latilabris ingår i släktet Megastylis och familjen orkidéer. Inga underarter finns listade i Catalogue of Life.